# Trabajo simple y trabajo complejo
El trabajo simple y trabajo complejo son dos conceptos que se utilizaron en la economía política clásica principalmente en los siglo XVIII y XIX, que fueron desarrollados posteriormente por Karl Marx en su crítica de la economía política. Ambos términos se refieren al valor del trabajo humano, pero con una distinción clave en cuanto a la cualificación y productividad del trabajador. Estos términos sobreviven hoy en día hasta cierto punto en las discusiones modernas de sociología económica, análisis económico marxista y en el debate sobre el cálculo económico en el socialismo. 

Si una clase de trabajo requiere un extraordinario grado de destreza e ingenio, el aprecio que los hombres tengan por tales talentos naturalmente dará valor a su producción, un valor superior al que se derivaría sólo del tiempo empleado en la misma. Esos talentos casi nunca pueden ser adquiridos sin una larga dedicación, y el mayor valor de su producción con frecuencia no es más que una compensación razonable por el tiempo y trabajo invertidos en conseguirlos.
La riqueza de las naciones. Adam Smith

Las diferencias entre mano de obra no calificada y calificada se denomina como trabajo simple y complejo o compuesto. Marx sostuvo que los diversos trabajos concretos en el mercado puede reducirse a un trabajo abstracto. Este último puede ser simple, es decir no requiere ninguna destreza o conocimiento especial; o complejo, que requiere un aprendizaje o práctica especial. Luego, una cantidad de trabajo complejo equivale a una cantidad de trabajo simple mayor. 

## Explicación
En el siglo XVIII los economistas ingleses habían llegado a la concepción de trabajo simple como "mano de obra no cualificada" (unskilled labour). Marx define el trabajo simple en El capital como "trabajo abstracto" humano indiferenciado "que puede efectuar cualquier individuo medio de una sociedad dada”, considerado como gasto de “músculo, nervio, cerebro humano”. El este del trabajo simple promedio varía" según los diversos países y épocas culturales". Marx puso de ejemplo el alto rendimiento de los obreros en fábricas inglesas frente a las alemanas, a pesar de tener jornadas más prolongadas en las últimas.
Por otro lado, el trabajo complejo equivale a una cantidad de trabajo simple mayor. La mano de obra calificada cuesta más producir que la mano de obra no calificada, y puede ser más productiva. Así, dentro de la teoría del valor-trabajo, "el trabajo más complejo es igual sólo a trabajo simple potenciado o más bien multiplicado" dado que produce más valor y requiere más valor para su reproducción.

Se considera que el trabajo más complejo es igual sólo a trabajo simple potenciado o más bien multiplicado, de suerte que una pequeña cantidad de trabajo complejo equivale a una cantidad mayor de trabajo simple. La experiencia muestra que constantemente se opera esa reducción
El capital, tomo I, Sección primera, Capítulo 1 (1867), Karl Marx

Se indicó más arriba que para el proceso de valorización es por entero indiferente que el trabajo apropiado por el capitalista sea trabajo social medio, simple o trabajo complejo, trabajo de un peso específico superior. El trabajo al que se considera calificado, más complejo con respecto al trabajo social medio, es la exteriorización de una fuerza de trabajo en la que entran costos de formación más altos, cuya producción insume más tiempo de trabajo y que tiene por tanto un valor más elevado que el de la fuerza de trabajo simple. Siendo mayor el valor de esta fuerza, la misma habrá de manifestarse en un trabajo también superior y objetivarse, durante los mismos lapsos, en valores proporcionalmente mayores. Sea cual fuere, empero, la diferencia de grado que exista entre el trabajo de hilar y el de orfebrería, la porción de trabajo por la cual el orfebre se limita a reemplazar el valor de su propia fuerza de trabajo, no se distingue cualitativamente, en modo alguno, de la porción adicional de trabajo por la cual crea plusvalor. Como siempre, si el plusvalor surge es únicamente en virtud de un excedente cuantitativo de trabajo, en virtud de haberse prolongado la duración del mismo proceso laboral: en un caso, proceso de producción de hilado; en el otro, proceso de producción de joyas
El capital, tomo I, Sección primera, Capítulo 5 (1867), Karl Marx

Dado que las mercancías como valores de cambio son "meramente expresiones cuantitativamente diferentes del trabajo social” se relacionan de todas ellas mediante ese trabajo social. Esto implica que, por ejemplo, si una levita cuesta tres veces más que un lienzo entonces el trabajo del sastre es tres veces mayor que el trabajo del hilador. El valor en Marx es pues "una relación entre personas, una relación social, pero bajo el capitalismo aparece en una "forma fantástica" como una relación entre cosas" (véase Fetichismo de la mercancía).

De hecho es la ley del valor, tal como se impone no con relación a las mercancías o artículos en particular, sino a los productos globales originados en cada una de las esferas sociales particulares de la producción, autonomizadas en virtud de la división del trabajo, de modo que no sólo se emplea únicamente el tiempo de trabajo necesario para cada mercancía, sino que sólo se emplea la cantidad proporcional necesaria del tiempo de trabajo social global en los diversos grupos.
El capital, tomo III, Sección sexta, Capítulo 37 (1894), Karl Marx

Marx sostuvo que esta igualación de diferentes tipos de trabajos es inconsciente. Asumió que, independientemente del precio al que se venda, la fuerza de trabajo calificada tenía un valor más alto (cuesta más producirla, en dinero, tiempo, energía y recursos), y que el trabajo calificado podía producir un producto con un valor más alto en la misma cantidad de tiempo, en comparación con el trabajo no calificado. Esto se reflejó en una jerarquía de habilidades y una jerarquía de niveles salariales. En este sentido, Friedrich Engels comenta en Anti-Dühring:

El producto de la hora de trabajo compuesto es una mercancía de valor superior, doble o triple, comparado con el producto de la hora de trabajo simple. Mediante esa comparación, el valor de los productos del trabajo compuesto se expresa en determinadas cantidades de trabajo simple; pero esta reducción del trabajo compuesto tiene lugar por un proceso social que se realiza a espaldas de los productores, por un mecanismo que en este punto, en el desarrollo de la teoría del valor, no se puede sino comprobar, no explicar. [...]

¿Cómo se resuelve esta importante cuestión del salario más alto del trabajo compuesto? En la sociedad de productores privados, los particulares o las familias cargan con los costes de formación del trabajador calificado; por eso corresponde a los particulares el precio, más alto, de la fuerza de trabajo calificada: el esclavo hábil se vende más caro, y el obrero hábil cobra salario más alto.
F. Engels (1878), Anti-Dühring, Sección segunda, ECONOMIA POLITICA. V. Teoría del valor

## Problema de la homogenización
Los críticos de la teoría del valor-trabajo han señalado la ausencia de un procedimiento clara para poder igualar todos los diversos tipos de trabajos a una sustancia o magnitud de "trabajo homogéneo" que permitir medirlo. En su obra Capital e interés, el economista austriaco Eugen von Böhm-Bawerk señaló que no hay modo claro de calcular cuánto trabajo hay en una jornada laboral del trabajo complejo frente al trabajo simple, lo que contradice la ley del valor objetivado en mercancías.

El hecho con el que tenemos que lidiar es que el producto de un día o una hora de trabajo calificado es más valioso que el producto de un día o una hora de trabajo no calificado; que, por ejemplo, el producto del día de un escultor es igual al producto de cinco días de un picapedrero. Ahora bien, Marx nos dice que las cosas que se hacen iguales entre sí en el intercambio deben contener "un factor común de la misma cantidad", y este factor común debe ser el trabajo y el tiempo de trabajo. [...]

Sin embargo, si miramos esto desapasionadamente, encaja aún peor, porque en la escultura no hay ningún "trabajo no calificado" encarnado en absoluto, y mucho menos por lo tanto trabajo no calificado igual a la cantidad en los cinco días de trabajo del picapedrero. La pura verdad es que los dos productos incorporan diferentes tipos de trabajo en diferentes cantidades, y toda persona sin prejuicios admitirá que esto significa un estado de cosas exactamente contrario a las condiciones que Marx exige y debe afirmar, a saber, ¡que encarnan trabajo del mismo tipo y de la misma cantidad!
Böhm-Bawerk (1896) La conclusión del sistema marxiano

El propio Marx no explicó tampoco cómo se produce esta igualación de trabajos en el mercado, sino que se limita a señalar como un proceso real que la "experiencia" demuestra. David Harvey comentó, "Marx nunca explica qué 'experiencia' tiene en mente", lo que hace que "este pasaje sea muy controvertido". Slavoj Žižek considera que esta "experiencia" como "una referencia a una situación histórica específica" y "no una característica universal de la productividad humana".
Los economistas clásicos Adam Smith y David Ricardo tomaron los ingresos relativos como "medida razonablemente buena para reducir todas las variedades de trabajo especializado a trabajo no especializado". Por ello usaron en el mercado como índice de cualificación, pero consideraron que "la relación entre los diferentes niveles de trabajo especializado era una propiedad material y presocial del trabajo como factor natural de producción".

[L]os salarios varían según lo sencillo y barato, o difícil y caro que sea el aprendizaje del trabajo. [...] Una persona que se ha educado con la inversión de mucho tiempo y trabajo en cualquier ocupación que requiere una destreza y habilidad extraordinarias puede ser comparada con una de esas costosas máquinas. La labor que aprende a realizar le repondrá, más allá y por encima de los salarios normales, el gasto total de su educación, con al menos los beneficios comunes para un capital igualmente valioso.
La riqueza de las naciones. Adam Smith

Böhm-Bawerk criticó que en este procedimiento de reducción "no se determina en qué proporción se ha de traducir el trabajo calificado en términos de trabajo simple", sino que "está determinado únicamente por las propias relaciones de intercambio". Entonces se "está argumentando en un círculo" porque se trata de explicar las relaciones de intercambio de las mercancías apelando al intercambio mismo. Este procedimiento también equipara el valor de la fuerza de trabajo (salarios) con el valor que produce, el cual, según la economía marxista, es mayor al primero debido a la explotación de la mano de obra asalariada.
Otro intento de solucionar el problema vino Wilhelm Liebknecht, quien argumentó que el trabajo complejo requiere más gastos de “energía” porque es “más intensivo”. Similarmente Eduard Bernstein, fundándose en la obra de Leo von Buch, sostuvo que "cuanto más alto sea el valor de la fuerza de trabajo mayor será el valor que se objetivará en el ejercicio de la misma". Casi siglo después Susan Himmelweit siguió con esta respuesta al sostener que "la formación de la tasa normal de ganancia involucra una igualación de las tasas de plusvalor de los distintos capitales", lo que implica que "los trabajadores que son mejor o peor pagados producen correspondientemente menor o mayor valor".
El marxista ortodoxo Karl Kautsky consideró la solución de Bernstein como “eclecticismo” pero reconoce como "incompleta" la teoría de Marx. La repuesta de Bernstein fue criticada por el austromarxismta Rudolf Hilferding por caer en una teoría de costos de producción al «deducir el valor del producto del "valor del trabajo"», lo que «constituye la más burda contradicción con la teoría marxiana».

Dado el valor de la fuerza de trabajo, podría calcular el valor creado ex novo por esta fuerza de trabajo sólo si conociera su grado de explotación. Y aunque tal grado de explotación me lo diera el trabajo simple, no puedo por cierto asumir el mismo grado también para el trabajo más complejo. Tal vez podría ser mucho menor. Por eso el salario de una fuerza de trabajo calificada no me dice precisamente nada, ni directa ni indirectamente, acerca del nuevo valor creado por esta fuerza de trabajo.
Rudolf Hilferding (1904) La critica de Böhm-Bawerk a Marx

Edward Ochoa consideró los salarios de los trabajadores como un posible "índice no distorsionado de cualificación e intensidad" del trabajo abstracto, los cuales debido a la competencia entre trabajadores se nivelarían al valor del producto generado por ellos en el mercado, siempre y cuando el valor de la cesta de mercado, el mercado laboral esté en equilibrio y la tasa de explotación sea uniforme en todos los sectores.
Dentro del austromarxismo, Rudolf Hilferding y Otto Bauer propusieron "la reducción del trabajo calificado al trabajo simple basado en la adición de las cantidades de trabajo simple que se materializaban en la producción de fuerza de trabajo calificada y que, indirectamente, se «condensaban» en el gasto real de esta última".  Por ello, para la producción de un trabajo calificado se requiere más tiempo de trabajo socialmente necesario y su coste de producción es mayor que el trabajo simple. 

El simple trabajo medio es gasto de una fuerza de trabajo simple, el trabajo calificado o complejo es gasto de fuerza de trabajo calificada. Sin embargo, para crear esta fuerza de trabajo compleja fue necesaria toda una serie de trabajos simples. Éstos se concentran en la persona del trabajador calificado; sólo cuando comienza a trabajar, estos productos de su calificación se vuelven disponibles para la sociedad. Por tanto, el trabajo de los trabajadores calificados no sólo transmite valor (que se manifiesta en el salario más alto) sino también la propia fuerza creadora de valor. Por eso los trabajos de los obreros calificados están latentes para la sociedad y se hacen visibles para la misma sólo cuando la fuerza de trabajo compleja empieza a trabajar. Por eso su gasto equivale al gasto de todos los diferentes trabajos simples que aparecen, por así decir, condensarlos en ella.
Rudolf Hilferding (1904) La critica de Böhm-Bawerk a Marx

Variaciones de esta propuesta han sido ampliamente formalizadas por economistas posteriores como Nobuo Okishio, Robert Rowthorn, Samuel Bowles, Herbert Gintis y Anwar Shaikh. Paul Cockshott argumentó en Towards a new socialism que en el cálculo económico en una economía planificada socialista "lo que importa no es la disponibilidad actual de tipos específicos de mano de obra calificada, sino el costo de producción de esas habilidades". Por ejemplo, si un ingeniero requiere de cuatro años de estudio estos se calcularan mediante insumos de trabajo simple y complejo. Una vez formado las habilidades del ingeniero se irán "depreciando" y "necesitará, o será elegible para, otro período de educación a tiempo completo". Estas habilidades se transmitirán a lo largo de su periodo laboral (ej. 0,33 horas de trabajo incorporado por hora trabajada, luego 1 hora de su trabajo equivale a 1.33 horas de trabajo simple).
David Harvey criticó que esta solución trata el trabajo pretérito del capital variable como capital constante. Según Michio Morishima, esta solución conduce a “que el grado de explotación difiera entre las diversas clases de trabajadores", lo que implica la posibilidad de una tasa de explotación negativa. Esto contradice lo que Morishima denomina "Teorema Fundamental Marxista" y sería "evidentemente incompatible con la idea marxiana de la polarización de la sociedad en dos clases”. Cockshott, por otro lado, defiende mediante análisis empíricos que el grado de explotación tiende a nivelarse en sociedades capitalistas debido a la competencia entre los trabajadores. La nivelación de la explotación en todos los ramos de las industrias como resultado de la lucha de clases es objeto de debate. 
La solución anterior implica que todos los trabajadores rendirían el mismo valor que el "trabajo simple", independientemente de su formación. Solo varía el valor de su formación. Jacques Bidet argumenta que, incluso si este trabajo fuera más productivo, «la teoría no autoriza ninguna consideración específica sobre el aumento de valor que este trabajo calificado podría producir como tal», de tal manera que se produce "plusvalor extraordinario" cuando se introduce nueva maquinaria. También implica que no es el número total de horas de creación de habilidades lo que importa, sino solo aquellas que el trabajador o su empleador terminan pagando, cuando en realidad la economía y la política nunca están separadas, lo que hace que los supuestos de equilibrio detrás de la teoría sean insostenibles. Gran parte de la capacitación es proporcionada por el gobierno, la comunidad y la casa de forma gratuita. Además, la economía casi nunca se encuentra en un equilibrio competitivo completo, por lo que no hay garantía de que la educación y la formación se lleven a cabo según su valor. Por último, no está claro qué debe utilizarse como medida de la mano de obra no cualificada (la mano de obra no cualificada de un graduado escolar, un campesino, un cazador-recolector, etc.) para medir la mano de obra cualificada.
Louis B. Boudin sostuvo que el trabajo cualificado es más productivo que el simple, por lo que no influye en la formación del tiempo de trabajo socialmente necesario. Esta explicación ha sido criticada de ser circular e incompleta. Es circular porque la productividad sólo puede compararse utilizando las diferencias de salarios y precios, que es precisamente lo que se supone que explica la teoría del valor-trabajo; e incompleta porque Marx no explica por qué el poder adicional de creación de valor de la mano de obra calificada debe estar necesariamente relacionado con el costo laboral de la adquisición de habilidades.
Dentro del debate marxista acerca del problema de la transformación, la denominada "Nueva interpretación" de Gérard Duménil, Duncan Foley y Alain Lipietz propone comparar los distintos tipos de trabajos con una "complejidad promedia" en lugar de reducir todo trabajo concreto a un solo tipo de trabajo simple. Anwar Shaikh criticó que este procedimiento "carece de formalización concreta" y borrar cualquier "vínculo entre la capacidad relativamente mayor de creación de valor de la mano de obra cualificada" sin requerir de una explicación ad hoc. Por otra parte, desde la Interpretación temporal y de sistema único, Andrew Kliman considera el problema de la homogenización como secundario a la principal reducción del trabajo concreto a simple, lo cual "pierde el carácter de un problema teórico y se convierte en un problema de medición, específicamente un problema de índice de número". Entonces, "ninguno de los resultados teóricos de El Capital depende de la especificación de una regla para la reducción del trabajo complejo al simple".
Pavle Petrović basó una reducción mediante "la relación entre el salario promedio de cada nivel de calificación de la fuerza de trabajo y el salario promedio del trabajo menos complejo". Otras alternativas de Rodrigo Straessli y Rodrigo Emmanuel consideran todo trabajo como trabajo abstracto simple pero bajo distintas las tasas de explotación o multiplicado por una índice de cualificación promedio.
Otro marxista, Michael Kidron , propuso un cambio enfoque al problema al tratar al trabajador como colectivo en lugar de individualmente. Dada la división del trabajo y la constante automatización "el trabajo complejo en el capitalismo contemporáneo puede identificarse como un fenómeno bastante marginal pero real, constantemente erradicado y recreado por el propio sistema". David Harvey también se refiere a esta tendencia del capitalismo para generar habilidades "no monopolizables" y reemplazar las "habilidades monopolizables" las cuales pueden actuar como una "barrera a la acumulación de capital".
Filósofos marxistas como Moishe Postone interpretan el “trabajo abstracto” no como una sustancia cuantificable, sino como una relación social específica del capitalismo. Isaak Rubin rechazó que una teoría fisiológica del valor-trabajo en favor de una teoría sociológica del valor-trabajo donde "los productos no se intercambian en términos de cantidades iguales, sino de cantidades igualadas de trabajo" por la sociedad. La igualación de diversos trabajos en la sociedad capitalista se realiza mediante competencia, pero en "una economía organizada, las diferentes formas de trabajo se igualan entre sí directamente, sin intercambio ni competencia en el mercado, sin que las cosas se igualen como valores en el mercado." Entonces sería erróneo buscar un trabajo simple como "estándar práctico y unidad para la igualación". En ese sentido, el problema de homogeneización no es técnico, sino que refleja una forma histórica de organización social.